# Носители на орден „Свети Александър“ Велик кръст
Това е списък на кавалерите на Великия кръст на ордена „Свети Александър“. Орденът представлява голямо и малко огърлие.

## Носители
| Година | Кавалер |
| ------ | --- |
| 1911   | Барон Павел Гауч фон Франкентурм, Председател на Имперската и Кралска Върховна сметна палата, бивш министър-председател (с брилянти)                                                          |
| 1912   | Граф де ла дон Спирияно Муньоз и Манцано Виняза, Кралевски Испански посланик в Петербург |
| 1912   | Княз Никола аб Ердьод Палфи, Хофмаршан на негово Императорско и Кралевско Апостолическо Величество за Венгрия                                                                                 |
| 1912   | Граф Едуард Паар, Генерал от кавалерията, генерал-адютант и камергер на Императорско и Кралевско Апостолическо Величество (с брилянти)                                                        |
| 1912   | Ханс фон Плесен, Генерал-полковник, генерал-адютант на Императорско Величество Германския Император, Командир на главната квартира в Берлин (с брилянти)                                      |
| 1912   | Ауг граф цу Ойленбург, Обер-хофмаршал на Негово Величество Германския Император |
| 1912   | Негово Кралско Височество Константин, Гръцки престолонаследник (огърлие) |
| 1912   | Барон де Керестеш Геза Файеравари Комлош, Генерал от инфантерията, капитан от кралската трабантна гвардия                                                                                     |
| 1912   | Барон Мориц фон Линкер, Генерал от кавалерията, адютант и началник на военния кабинет на Негово Величество Германския Император                                                               |
| 1912   | Рашид паша, Императорски османски извънреден пратеник |
| 1912   | Негово Кралско Височество Принц Фридрих Карл |
| 1912   | Граф от Вхиниц и Татау Фердинанд Кински, Оберст-щалмайстер на Негово Иператорско и Кралско Апостолическо Величество                                                                           |
| 1912   | д-р граф де Зич и Вашоникейо Август Зичи, Обесрст-хофмаршал на Негово Иператорско и Кралско Апостолическо Величество                                                                          |
| 1912   | принц Алойс Естерафи де Галакта, Генерал от кавалерията, капитан от кралската Венгерска гвардия                                                                                               |
| 1912   | Княз Алфред Монтенуово, Първи оберст-хофмайстер и камергер на Негово Импер. и Крал. Апостолическо Величество (с брилянти)                                                                     |
| 1912   | Хелмут фон Молтке, Генерал от инфантерията, генерал-адютант на Негово Величество Германския Император, началник на генералния щаб на армията                                                  |
| 1912   | Д-р Рихард фрайерх фон Бинерт, Губернатор на Долна Австрия, бивш министър-председател |
| 1912   | Артур барон фон Болфрас, Генерал-адютант и началник на военната канцелария на Негово Имперско и Кралско Апостолическо Величество                                                              |
| 1912   | Леон ритер фон Белински, Генерал от инфантерията, таен съветник, капитан на императорската и кралска австрийска 1-ва арсиерна лейбгвардия                                                     |
| 1912   | Граф Фридрих Бек, Императорски и кралски австрийски министър на финансите |
| 1912   | Негова Светлост Княз Фридрих II цу Золмс-Барут, Оберст-камергер на Негово Величество Германския Император                                                                                     |
| 1912   | Граф Леополд Берхтолд фон и цу Унгаршиц, Императорски и кралски австрийски министър на външните работи и на имперския дом (с брилянти)                                                        |
| 1912   | Граф Леополд фон Гуденус, Оберст-камаргер на Негово Имперско и Кралско Апостолическо Величество                                                                                               |
| 1915   | Енвер паша, Министър на войната, главнокомандващ императорската османска армия (с мечове по средата)                                                                                          |
| 1916   | Барон Мориц фон Линкер, Генерал от кавалерията, адютант и началник на военния кабинет на Негово Величество Германския Император (с мечове по средата)                                         |
| 1916   | Кардинал Фридрих Пифл, Архиепископ на Виена |
| 1916   | Принц Валдемар Пруски, Капитан, началник на Императорския германски автомобилен корпус (с мечове по средата)                                                                                  |
| 1916   | Херман Кьовес фон Кьовешхаза, Генерал оберст, комендант на 3-та Имперска и Кралска Австро-Унгарска армия (с мечове по средата)                                                                |
| 1916   | Граф Алберт Лонай, генерал от кавалерията, капитан от Унгарската лейбгвардия на Негово Императорско и Кралско Апостолическо Величество (с мечове по средата)                                  |
| 1917   | Нейно Величество Вюртембергската Кралица (с брилянти) |
| 1917   | Генерал от кавалерията Вилхелм Валтер фон Валдерщьотен, Генерал-адютант на Негово Величество Баварския Крал (с мечове по средата)                                                             |
| 1917   | Граф Кристоф Вицтум фон Екщедт, Кралевски Саксонски държавен министър и министър на вътрешните работи                                                                                         |
| 1917   | Генерал-лейтенант фон Вилсдорф, Кралевски Саксонски държавен и военен министър (с мечове по средата)                                                                                          |
| 1917   | Барон Карл фон Вайцсекер, Кралевски Вюртембергски министър-председател (с мечове отгоре) |
| 1917   | Рудолф фон Валентини, Действителен Таен съветник, Таен кабинетен съветник на Негово Величество Германския Император (с мечове отгоре)                                                         |
| 1917   | Барон Макс фон Раслер, Оберхофмейстер на Нейно Величество Вюртбергската Кралица |
| 1917   | Граф Рудолф фон Рекс, Кралски саксонски извънреден пратеник и пълномощен министър във Виена (малко огърлие)                                                                                   |
| 1917   | Д-р Васил Радославов, Председател на Министерския съвет, министър на външните работи и изповеданията                                                                                          |
| 1917   | Д-р Васил Радославов, Председател на Министерския съвет, министър на външните работи и изповеданията (малко огърлие и брилянти)                                                               |
| 1917   | Евгени Пачели, Архиепископ на Сарди, апостолически нунций в Бавария |
| 1917   | Граф Алберт Лонай, Генерал от кавалерията, капитан от Унгарската лейбгвардия на Негово Императорско и Кралско Апостолическо Величество (огърлие с брилянти)                                   |
| 1917   | Граф Максимилиан фон Мои, Оберцеремонимейстер и оберхофмаршал на Негово Величество Баварския Крал                                                                                             |
| 1917   | Георг фон Кригерн, Генерал-лейтенант |
| 1917   | Барон Ханс фон Ласберг, Генерал-лейтенант, оберст-камергер на Негово Величество Баварския Крал                                                                                                |
| 1917   | Барон Лудвиг фон Мюлер, Генерал от кавалерията, генерал-адютант Негово Величество Саксонския Крал (с мечове по средата)                                                                       |
| 1917   | Ото фон Мархталер, Генерал-лейтенант, генерал-адютант на Негово Величество Вюртембергския Крал и Кралевски Вюртембергски военен Министър (с мечове по средата)                                |
| 1917   | Граф Георг фон Метч-Айхенбах, Кралски Саксонски държавен министър и министър на Кралския дом                                                                                                  |
| 1917   | Барон Вилхелм фон Леонрод, Оберсткофмейстер на Негово Величество Баварския Крал |
| 1917   | Густав фон Кесел, генерал-оберст, адютант на Негово Величество Германския Император, Губернатор на Берлин                                                                                     |
| 1917   | Августа фон Шлезвиг-Холщайн-Сондербург-Глюксбург-Августенбург, Германска Императрица (с брилянти)                                                                                             |
| 1917   | Барон Виктор фон Данкъл, Генерал-оберст, I капитан от имперската лейбгвардия и началник на всички лейбгвардии на Негово Императорско и Кралско Апостолическо Величество (с мечове по средата) |
| 1918   | Август фон Макензен, Генерал-фелдмаршал от Императорската Германска армия (с мечове по средата и брилянти)                                                                                    |
| 1918   | Страшимир Добрович, Началник на тайния кабинет на Негово Величество и канцлер на българските ордени (с малко огърлие)                                                                         |
| 1918   | Александър Малинов, Бивш председател на Министерския съвет и министър на правосъдието (с мечове по средата)                                                                                   |
| 1921   | Негово Кралско Височество принц Карл Шведски, Херцог Вестроготски |
| 1924   | Негово Високопреосвещенство Максим, Наместник-председател на Св. Синод, Св. Пловдивски Митрополит                                                                                             |
| 1928   | Негово Превъзходителство Йосиф Пилсудски, Първи маршал на Полша, председател на Министерския съвет (с мечове по средата)                                                                      |
| 1929   | Негова светлост Княз де ла Турн и Таксис Карл Авугст |
| 1929   | Негово превъзходителство Бенито Мусолини, Шеф на Кралското италианско правителство (огърлие)                                                                                                  |
| 1930   | Негово превъзходителство херцог Джованни Баттиста Бореа д'Олмо Префект на Двора на Негово Величество Италианския Крал                                                                         |
| 1930   | Негово Превъзходителство Чезаре Мария ди Бекки, граф ди Вал Чисмон Кралски италиански посланик при Негово Светейшество Папата                                                                 |
| 1930   | Негова светлост княз Александър Дитрихщайн |
| 1930   | Негово превъзходителство граф Алессандро Маттиоли-Пасквалини Министър на Двора на Негово Величество Италианския Крал                                                                          |
| 1930   | Негово превъзходителство граф Джорджо Калеви ди Берголо (с брилянти) |
| 1930   | Негово превъзходителство Дино Гранди Министър на външните работи в Рим |
| 1930   | Негово Превъзходителство генерал-лейтенант Пиетро Гадзера, Кралски италиански министър на войната                                                                                             |
| 1930   | Андрей Ляпчев, Министър на вътрешните работи и народното здраве |
| 1930   | Негово Превъзходителство Джовани Джуриати, Председател на Камарата на депутатите в Рим |
| 1933   | Нейно величество Йоанна, Царица на Българите (с брилянти) |
| 1932   | Негово превъзходителство Джакомо Ачербо, Министър на земеделието и горите на Кралство Италия                                                                                                  |
| 1933   | Нейно величество Елена Савойска, Кралица на Италия (с брилянти) |
| 1933   | Негово Краслско Височество Павел, Княз югославски (с брилянти) |
| 1933   | Негово превъзходителство Армейски генерал Петър Живкович, Комендант на гвардията на Н.В. Югославския крал                                                                                     |
| 1933   | Нейно Величество Румънската Кралица Мария (с брилянти) |
| 1933   | Негово Превъзходителство д-р Александър Вайда-Воевод, Председател на Министерския съвет в Румъния                                                                                             |
| 1933   | Негово Превъзходителство Генерал Гюла Гьомбеш де Якфа, Председател на Кралския унгарски Министерски съвет и Министър на народната отбрана                                                     |
| 1934   | Нейно Величество Югославянската Кралица Мария (с брилянти) |
| 1934   | Негово превъзходителство Анри Жаспар, Бивш министър-председател и министър на външните работи на Белгия                                                                                       |
| 1934   | Негово превъзходителство Боголюб Евтич, Министър на външните работи на Югославия |
| 1934   | Негово светейшество д-р Мирон Кристеа, Румънски патриарх |
| 1934   | Негово превъзходителство д-р Константин Ангелеску, Министър на просвещението и бивш председател на Министерския съвет на Румъния                                                              |
| 1934   | Негово превъзходителство граф Филип де Ланоа, Обер-хофмаршал на Негово Величество Краля на белгийците                                                                                         |
| 1934   | Никола Куртоклиев, Маршал на двора на Негово Величество Царя |
| 1934   | Негово Кралско Височество Никола, Княз румънски (огърлие) |
| 1935   | Негово Превъзходителство генерал Херман Гьоринг, Министър-председател на Прусия и министър на въздухоплаването в Германия                                                                     |